# 스티븐 퀸
스티븐 퀸(영어: Stephen Quinn, 1986년 4월 1일 ~ )은 현재 맨스필드 타운 FC과 아일랜드 축구 국가대표팀에서 활약하고 있는 아일랜드의 축구 선수이다.

## 수상

### 클럽
헐 시티
- FA 컵 준우승: 2014
- 풋볼 리그 챔피언십 준우승: 2012–13

### 개인
- PFA 풋볼 리그 1 올해의 팀: 2011–12
- 셰필드 유나이티드 FC 올해의 선수: 2011